# Filippo Chiomenti
Filippo Chiomenti (Roma, 4 aprile 1940) è un giurista italiano.

## Biografia
Nipote dell'insigne civilista Filippo Vassalli, seguirà le orme del suo nonno materno. Allievo di Giuseppe Ferri, consegue la laurea in giurisprudenza nel 1962 presso l'Università di Roma La Sapienza.
Dal 1976 è stato professore ordinario di diritto commerciale, ruolo che ha ricoperto in diverse università italiane e che, dal 1982 al 2008, ha svolto presso la facoltà di giurisprudenza dell'Università degli studi di Roma Tor Vergata. È stato preside della medesima fino al 2008, anno del suo pensionamento. 
Tra la sua vasta produzione scientifica figurano le opere Sul fondamento della responsabilità degli amministratori e dei liquidatori per le nuove operazioni (1964), La revoca delle dichiarazioni assembleari (1969), La dichiarazione cartolare (1971), Il titolo di credito (1977).